# 布朗库堡
布朗库堡（葡萄牙語：Castelo Branco，葡萄牙語發音：[kɐʃˈtɛlu ˈβɾɐ̃ku] ⓘ）城是葡萄牙中部大区布朗库堡区的一个自治市和前主教辖区。这个名字在葡萄牙语中的意思是“白色城堡”。
布朗库堡市由19个民间教区组成，2001年人口为30,649人。该市共有19个教区。2011年人口为56109人，面积1,438.19平方（555.29平方英里），是葡萄牙最大的城市之一。
它的北部与丰当接壤，东部与新伊达尼亚接壤，南部与西班牙接壤，西南部与罗当旧镇接壤，西部与新普罗恩萨和奥莱罗斯接壤。

## 历史
布朗库堡的名字来源于驻扎在卢西塔尼亚的一个古罗马兵营，这个兵营驻扎在一个山坡上，后来山坡上人口增加形成了一个市镇。
人们对其1182年以前的历史知之甚少。然而有一份文件提到，1182年贵族费尔南德斯·桑奇向圣殿骑士团捐赠了一块土地，然后在1213年这块土地获得了自治权，并第一次出现了布朗库堡这个名字。1215年，教皇意诺增爵三世确认了这一点，并将其正式命名为布朗库堡。
正是在这个时候，圣殿骑士建造了城墙和城堡。